# Granada Passaglia

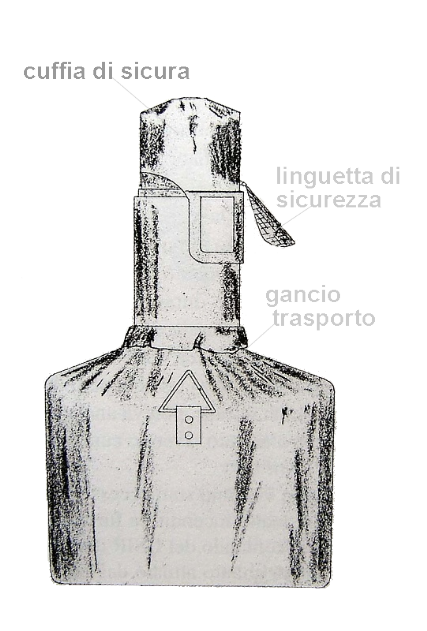

Granadas Passaglia ou Pazzaglia são armas improvisadas usadas pelos soldados italianos durante a II Guerra Mundial , especialmente no Norte da África para superar a falta crônica de armas eficazes contra blindados inimigos.

## Descrição
A bomba consistiu de um bloco de explosivo, no qual foi inserido um tubo de metal de cerca de 7 cm, contendo uma granada de mão OTO Mod. 35 (conhecida pelos ingleses como o "Diabo Vermelho"), para servir como um detonador. Todo o conjunto era então coberto com uma lona equipado com um gancho de transporte.
Construído em duas variantes de 1 kg e 2 kg, precisavam de uma boa resistência física para o lançamento por causa do peso, mas eles só foram eficazes se lançados precisamente no compartimento do motor, caso no qual eles eram capazes de destruir qualquer veículo blindado.

## Nota
1. ↑  «Bomb description on Talpo.it»